# ボーイフレンド (藤本美貴の曲)
「ボーイフレンド」は、藤本美貴の4枚目のシングル。2002年11月7日発売。

## 収録曲
全作詞・作曲：つんく
1. ボーイフレンド
編曲：鈴木Daichi秀行
2. 幼なじみ
編曲：TATOO
3. ボーイフレンド(Instrumental)

## 参加ミュージシャン
ボーイフレンド
- スクラッチを除く全ての楽器：鈴木Daichi秀行
- スクラッチ：AFRO
- コーラス：藤本美貴・稲葉貴子

幼なじみ
- 全ての楽器：TATOO
- コーラス：つんく